# Varga József (gépészmérnök)
ifj. Varga József (Tótpelsőc, 1903. október 27. – Budapest, 1991. július 21.) magyar gépészmérnök, egyetemi tanár. A műszaki tudományok kandidátusa (1952), a műszaki tudományok doktora (1958).

## Életpályája
1921-ben érettségizett az Újpesti Állami Főgimnáziumban. 1925-ben diplomázott a József Nádor Műegyetemen, ahol gépészmérnöki oklevelet szerzett. Ezután hamarosan a Ganz Waggon- és Gépgyár általános gépészeti osztály vezetője lett. 1945-től főkonstruktőrként több osztályt is irányított. Az 1949-ben megszervezett Gépipari Tudományos Egyesület alapító tagja volt. 1952–1955 között a GTE társelnöke, 1955–1981 között elnöke volt. 1953-tól a Budapesti Műszaki és Gazdaságtudományi Egyetem Gépelemek tanszékén egyetemi tanár volt. 1955-től főmérnök, 1956-tól műszaki igazgató volt. 1957-ben a Vízgépek tanszékvezető tanára lett. 1959-ben otthagyta a gyárat. 1962-től olyan nemzetközi konferenciasorozatot indított el, amelyet azóta is 3-4 évente megrendeznek. 1964–1972 között a gépészmérnöki kar dékánja volt.

### Munkássága
Irányítása alatt kezdődött a Jendrassik-féle feltöltős Diesel-motorok gyártása, a hidrodinamikus hajtóművek megvalósítása. Ezek lehetővé tették, hogy a gyár az 1930-as években Egyiptomban, Argentínában vasúti motorvonatokra kiírt tendereket nyerjen el. Tanszéki munkássága a szivattyúkra, a hidrodinamikus tengelykapcsolókra, a kavitációs jelenségek mérésére terjedt ki. Élen járt az elzárkózás éveiben nyugati előadók meghívásának és magyar szakemberek külföldi szereplésének megszervezésében.

## Művei
- A vezetés alapvető kérdései (1947)
- Fogaskerékszivattyúk (1954)
- Szivattyúüzemi kézikönyv (társszerzőkkel, 1966)
- Hidraulikus és pneumatikus gépek (szerkesztő és több fejezet szerzője, 1974)
- Bánki Donát életrajza (1980)
- Kármán Tódor életrajza (1981)

## Díjai
- Munka érdemrend (1956)
- a GTE Pattantyús Ábrahám Géza-díja (1958)
- Munka érdemrend ezüst fokozata (1965)
- Akadémiai Díj (1967)
- MTESZ díj (1968)
- Bánki Donát-emlékérem (1972)
- Állami díj (1973)
- Aranydiploma (1975)
- Szocialista Magyarországért érdemrend (1983)
- Gyémántdiploma (1985)